# Lisiura
Lisiura (niem. Fuchshübel, 485 m n.p.m.) – szczyt w Karkonoszach, w obrębie Pogórza Karkonoskiego.
Położony jest w północno-wschodniej części Pogórza Karkonoskiego, między Podgórzynem, Przesieką a Sosnówką. Leży w grzbiecie biegnącym od Młynarza, poprzez Wierzchnicę, Warzelnię, Bukowną, Lisiura i kończącym się Podgórzynką.
Zbudowany z granitu karkonoskiego.
W dolnych partiach zboczy nieliczne skałki.
Porośnięty lasem regla dolnego.